# 자남진데
자남진데(ཟ་ནལ་ཟིན་ལྡེ།)는 토번의 제16대 짼뽀이다.
| 전 대 이시렉 | 제16대 토번국 짼뽀 ? - ? | 후 대 데취남슝 |

| 전임 이시렉 | 티베트의 국가 원수 ? ~ ? | 후임 데취남슝 |